# Algernon Percy (6e duc de Northumberland)
Pour les articles homonymes, voir Algernon Percy.
Algernon George Percy (20 mai 1810 – 2 janvier 1899) est un homme politique britannique conservateur. Il occupe le poste de payeur-général et Vice-Président de la chambre de Commerce en 1859 et dans le gouvernement de Benjamin Disraeli celui de Lord du sceau privé entre 1878 et 1880.

## Famille
Il est le fils aîné de George Percy (5e duc de Northumberland), fils aîné de Algernon Percy (1er comte de Beverley), un des plus jeunes fils de Hugh Percy (1er duc de Northumberland). Lorsque son père devient deuxième comte de Beverley en 1830, il est titré Lord Lovaine. En 1865, son père hérite du duché de Northumberland de son cousin, Algernon Percy (4e duc de Northumberland), et dès lors Lovaine est titré comte Percy. Sa mère est Louisa, fille de James Stuart-Wortley-Mackenzie, deuxième fils du Premier Ministre John Stuart (3e comte de Bute).
Josceline Percy et le Lieutenant-Général Henry Percy sont ses frères cadets.

## Carrière politique
Il est élu à la Chambre des Communes en tant que député pour Bere Alston entre 1831 et 1832 et de Northumberland Nord entre 1852 et 1865. Il est Lord de l'Amirauté entre 1858 et 1859, et Trésorier Général et Vice-Président de la chambre de Commerce en 1859 dans le deuxième gouvernement de Lord Derby. L'année suivante, il est admis au Conseil Privé.
En 1867, il devient duc à la mort de son père et entre à la Chambre des lords. Il rejoint le gouvernement de Benjamin Disraeli comme Lord du sceau privé en 1878, avec un siège dans le cabinet, un poste qu'il occupe jusqu'à la chute du gouvernement en 1880.
Il est aussi Lord Lieutenant du Northumberland entre 1877 et 1899. Il est fait chevalier de la Jarretière en 1886.

## Mariage et descendance
Il épouse Louisa, fille de Henry Drummond, en 1845. Elle est décédée en décembre 1890 et lui en janvier 1899, à l'âge de 88 ans. Le duc et son épouse sont enterrés dans le caveau familial dans l'Abbaye de Westminster. Il est remplacé dans le duché à son fils aîné, Henry Percy (7e duc de Northumberland). Son second fils, Lord Algernon Percy (1851-1933) est aussi un homme politique.
Il fait réaliser d'importants travaux au Château d'Alnwick, par Anthony Salvin, dans le Style néo-gothique, et achète la collection de peintures constituée par le peintre Vincenzo Camuccini, pour l'ajouter à la collection conservée à Northumberland House, sur Le Strand, à Londres, qui est démolie en 1874.